# Kẻ thù của nhân dân
Thuật ngữ kẻ thù của nhân dân hoặc kẻ thù của quốc gia là một từ dành cho các đối thủ chính trị hoặc giai cấp của nhóm phụ nắm quyền lực trong một nhóm lớn hơn. Thuật ngữ này ngụ ý rằng bằng cách chống lại nhóm cầm quyền, "kẻ thù" nói đến đang hành động chống lại nhóm lớn hơn, ví dụ như chống lại toàn bộ xã hội. Nó tương tự như khái niệm "kẻ thù của nhà nước". Thuật ngữ bắt nguồn từ thời La Mã và thường được dịch sang tiếng Anh là public enemy (kẻ thù chung). Thuật ngữ ở dạng "kẻ thù của nhân dân" đã được sử dụng trong nhiều thế kỷ trong văn học (xem kịch Ibsen Một kẻ thù của nhân dân, 1882; hoặc kịch Shakespeare Coriolanus ~1605).
Liên Xô sử dụng rộng rãi thuật ngữ này cho đến năm 1956, đặc biệt là Stalin dùng nó để nói về các nhà cách mạng phản biện, những kẻ Trốt kit. Từ đầu năm 2017, nó được Tổng thống Hoa Kỳ Donald Trump sử dụng nhiều lần để đề cập đến các tổ chức tin tức và nhà báo mà ông cảm nhận là đã chỉ trích mình, một kiểu nói được gọi là "đe dọa" và được ví như chủ nghĩa McCarthy.